# Fritillaria shikokiana
Fritillaria shikokiana là một loài thực vật có hoa trong họ Liliaceae. Loài này được Naruh. miêu tả khoa học đầu tiên năm 1979.